# 2017年バハワルプル爆発
2017年バハワルプル爆発（2017年バハワルプルばくはつ）は、2017年6月25日、パキスタンのパンジャーブ州アフマドプル・イースト付近でタンクローリーが爆発炎上した災害である。219人が死亡し、34人以上が負傷した。
車両は幹線道路上で急旋回ののちに横転。事故のニュースが近くの村に伝わると、数百人の住民が現場に駆け付け、こぼれた燃料を汲み取り始めたがその後車両は爆発した。
初期の報道では、見物人のタバコの火が原因とされている。

## 事故
現地時間、午前6時ごろ、パンジャーブ州バハワルプル県アフマドプル・イースト付近の国道5号線で40,000リットル（10567ガロン）の燃料を搭載してカラチからラホールに向かおうとしていたタンクローリーがタイヤの破裂により横転した。
事故のニュースはすぐに近隣の村（Ramzanpur Joya）に伝わり、村民に向けて地元のモスクの上に備えられている野外スピーカーを使って警報を発した。その後、道路脇にあるマンゴー農園で働く、子供を含む多くの男女（報道によれば推定約500人）が、漏れる燃料を集めるため事故現場に集まった。警察は事故現場から一般人を排除しようと規制を試みるが、群衆はそれを無視した。
およそ10分後、損傷した車両のタンクから漏れた燃料が燃え出し、車両は爆発した。少なくとも153人が死亡し、117人以上が負傷した。いくつかの報道によると、爆発は最初の横転事故の約45分後に起こった。
燃料に引火した原因は、車両の近くにいた者がタバコに火を付けた事によるものの他に、現場に駆け付けた多くの車とオートバイのうちの1台から出た火花であると、何人かが証言したという異なる報告がある。

## 対応
交通警察は、道路を封鎖し、迂回路への誘導にあたった。救急のレスキュー1122と消防隊は、出火の直後に現場に到着し、救助活動を開始した。消火活動は2時間以上を要した。
犠牲者の少なくとも90人が、バハワルプルの2ヶ所の病院に運ばれた。パキスタン陸軍のヘリコプターも使用し、バハワルプルからムルターンのニッシュター病院に51人の負傷者が搬送された。

## 惨状
大半の遺体は激しく燃えたため、多くは骨を残すのみとなっていた。少なくとも6台の車と12台のオートバイが燃え、道路上には、台所用品、鍋、水タンク、ガソリン缶、バケツが散乱していた。タンクローリーの運転手はその場で拘束されたが重篤な状態にあり、後に病院で死亡した。

## 反応

### 国内
これに対し、パキスタンのナワーズ・シャリーフ首相はパンジャーブ州政府に万全な医療支援に努めるよう指示した。この余波でシャリーフは、ロンドンでの私的な旅行を打ち切ってパキスタンに帰国した。

### 国外
在パキスタン英国高等弁務官、イスラマバードの米国大使館、国連事務総長アントニオ・グテーレスらが哀悼の意を伝えた。